# Whitesburg (Kentucky)
Whitesburg es una ciudad ubicada en el condado de Letcher en el estado estadounidense de Kentucky. En el Censo de 2010 tenía una población de 2139 habitantes y una densidad poblacional de 260,04 personas por km².

## Geografía
Whitesburg se encuentra ubicada en las coordenadas 37°7′5″N 82°49′24″O / 37.11806, -82.82333. Según la Oficina del Censo de los Estados Unidos, Whitesburg tiene una superficie total de 8.23 km², de la cual 8.04 km² corresponden a tierra firme y (2.24%) 0.18 km² es agua.

## Demografía
Según el censo de 2010, había 2139 personas residiendo en Whitesburg. La densidad de población era de 260,04 hab./km². De los 2139 habitantes, Whitesburg estaba compuesto por el 97.9% blancos, el 0.61% eran afroamericanos, el 0.28% eran amerindios, el 0.79% eran asiáticos, el 0% eran isleños del Pacífico, el 0.09% eran de otras razas y el 0.33% pertenecían a dos o más razas. Del total de la población el 0.51% eran hispanos o latinos de cualquier raza.